# Amastigia biseriata
Amastigia biseriata är en mossdjursart som beskrevs av Osburn 1950. Amastigia biseriata ingår i släktet Amastigia och familjen Candidae. Inga underarter finns listade i Catalogue of Life.